# Du hast
«Du hast» (нім. «Ти маєш») — другий сингл гурту Rammstein з другого альбому Sehnsucht і четвертий з початку його кар'єри. Одна з найвідоміших пісень гурту. Пісня була номінована на премію «Ґреммі» в категорії «Найкраще метал-виконання» у 1999 році.
Автори пісні використали гру слів. Німецьке «Du hasst» — «Ти ненавидиш» — співзвучне назві пісні. У тексті пісні слово «hast» має ще третє значення: допоміжне дієслово «haben» у німецькій мові служить для утворення минулого часу. Таким чином, «Du hast mich gefragt, und ich hab nichts gesagt» перекладається як «Ти мене запитав(ла), а я нічого не відповів». Також слід зауважити, що в англомовній версії пісні співається «You Hate», що означає «Ти ненавидиш».

## Відеокліп
Відеокліп «Du Hast» було випущено 21 липня 1997, знято в Берліні-Бранденбурзі за мотивами кінофільму Квентіна Тарантіно «Скажені пси». Місце зйомок — покинута місцевість біля воріт колишньої казарми радянської армії. Авто, що з'являється на початку кліпа, — «Волга» (ГАЗ-21).

## Живе виконання
Вперше ця пісня прозвучала на виступі 9 квітня 1997 в Амстердамі. Протягом багатьох років при виконанні «Du Hast» було використано кілька трюків, від фалоімітатора (який також використовували під час «Bück dich») і до лука з «Du riechst so gut».
На концерті Live aus Berlin використовувався піротехнічний телефон, в який спочатку Тіль «дзвонив», а потім казав декілька разів: «Du, Du Hast, Du Hast mich», а як тільки його достатньо підкинув, телефон красиво вибухнув.

## Список треків
1. «Du hast» (Single Version) — 3:54
2. «Bück dich» (Album Version) — 3:21
3. «Du hast» (Remix By Jacob Hellner) — 6:44
4. «Du hast» (Remix By Clawfinger) — 5:24

## Чарти

### Щотижневі чарти
| Чарт (1997–1998)                  | Найвища позиція |
| --------------------------------- | --------------- |
| Австралія (ARIA)                  | 97              |
| Австрія (Ö3 Austria Top 40)       | 10              |
| Європа (Eurochart Hot 100)        | 29              |
| Німеччина (Media Control AG)      | 5               |
| Канада Alternative 30 (RPM)       | 2               |
| Ісландія (Dagblaðið Vísir Top 30) | 13              |
| Швейцарія (Schweizer Hitparade)   | 33              |
| UK Singles Chart (OCC)            | 186             |
| США (Mainstream Rock) (Billboard) | 20              |

| Чарт (2022)                | Найвища позиція |
| -------------------------- | --------------- |
| Sweden (Sverigetopplistan) | 52              |

| Чарт (2023)                         | Найвища позиція |
| ----------------------------------- | --------------- |
| Фінляндія (Suomen virallinen lista) | 47              |
| Литва (AGATA)                       | 19              |

### Чарти на кінець року
| Чарт (1997)                        | Позиція |
| ---------------------------------- | ------- |
| Німеччина (Official German Charts) | 73      |

## Сертифікації
| Регіон                                                      | Сертифікація | Продажі |
| ----------------------------------------------------------- | ------------ | ------- |
| Данія (IFPI Denmark)                                        | Золотий      | 45 000  |
| Велика Британія (BPI)                                       | Срібний      | 200 000 |
| продажі+прослуховування, що базуються лише на сертифікаціях |              |         |